# Yvon Pedneault
Pour les articles homonymes, voir Pedneault.
 (avril 2016).
Si vous disposez d'ouvrages ou d'articles de référence ou si vous connaissez des sites web de qualité traitant du thème abordé ici, merci de compléter l'article en donnant les références utiles à sa vérifiabilité et en les liant à la section « Notes et références ».
Yvon Pedneault est un journaliste sportif québécois né le 6 août 1946 à Chicoutimi et mort le 26 août 2023 à Greenfield Park.
Il est chroniqueur au Journal de Montréal, à 91,9 Sport, analyste hockey à TVA Sports et ancien commentateur sportif au Réseau des sports (RDS) aux côtés de Pierre Houde.

## Biographie

### Carrière
Accompagné de Pierre Houde, d'Alain Crête, de Benoît Brunet et de Jacques Demers, Yvon Pedneault a commenté et analysé les matchs des Canadiens de Montréal pendant dix ans.
Il écrit une chronique hebdomadaire dans le quotidien montréalais Le Journal de Montréal, chronique qui porte sur des sujets d'actualité dans le monde du hockey sur glace. 
Il fait également partie du comité d'admission du temple de la renommée du hockey. En août 2008, Yvon Pedneault a rejoint l'équipe d'animateurs de l'émission 110 %, émission appartenant au réseau TQS, ainsi que l'équipe de Hockey Night in Canada à l'antenne de CBC Television en tant qu'analyste des matchs des Canadiens de Montréal. 
À l'automne 2008, il intègre CKAC sports en tant qu'animateur et collaborateur. Il tient aussi un blogue sur le site web de la station www.ckac.com. 
À partir de 2011, il participe à diverses émissions à TVA et TVA Sports. On peut le voir notamment à l'émission de Dave Morissette[Quoi ?], au TVA Nouvelles et à l'analyse de différents matchs de la LNH. Il est aussi chroniqueur à BPM sports (anciennement 91,9 Sports).

### Mort
Yvon Pedneault meurt la nuit du 26 août 2023 à l'hôpital Charles-LeMoyne de Greenfield Park à l'âge de 77 ans des suites d'un cancer.